# Paici-Camuki
Paici-Camuki és una àrea tradicional de Nova Caledònia. Està situada a la Província del Nord a l'illa Grande Terre entre les àrees Hoot ma Waap al nord i Ajië-Aro al sud. Comprèn les comunes de Koné, Poindimié, Ponérihouen, Pouembout, Touho i dues de les sis tribus de Poya.
Pren el seu nom de dues llengües canac que hi són parlades i que pertanyen al grup del Centre: el paicî, parlat per més de 5.500 persones a la comuna de Poindimié, que és una de les quatre llengües canac obertes a l'enseinyament, i el cèmuhî o camuki, parlat per poc més de 2.000 persones a Touho.